# Faunistika
Faunistika
je odvětví zoologie, které se věnuje vyhledávání, určování a evidování živočišných druhů na určitém území.
V botanice se odvětví, které se zabývá vyhledáváním, určováním a evidováním rostlinných druhů, nazývá floristika.